# Cryptella canariensis
Cryptella canariensis is een slakkensoort uit de familie van de Parmacellidae. De wetenschappelijke naam van de soort is voor het eerst geldig gepubliceerd in 1833 door Webb & Berthelot.